# Enoploteuthis reticulata
Enoploteuthis reticulata är en bläckfiskart som beskrevs av Rancurel 1970. Enoploteuthis reticulata ingår i släktet Enoploteuthis och familjen Enoploteuthidae. Inga underarter finns listade i Catalogue of Life.